# Caso Milieudefensie y otros contra Royal Dutch Shell
El caso Milieudefensie et al v Royal Dutch Shell fue un proceso judicial tramitado ante el Tribunal de distrito de La Haya en los Países Bajos en 2021 relacionado con los esfuerzos de las corporaciones multinacionales para reducir las emisiones de dióxido de carbono. En mayo de 2021, La Haya ordenó que Royal Dutch Shell deba reducir sus emisiones globales de carbono de sus niveles de 2019 en un 45% para 2030; se considera el primer litigio importante sobre cambio climático en contra de una corporación.

## Antecedentes
Tras la firma del Acuerdo de París en 2016, que tenía como objetivo limitar el aumento de la temperatura media global a menos de 2 °C por medio de varios hitos para el año 2030 y los años subsiguientes, las grandes corporaciones que operan en los países signatarios comenzaron a evaluar si podían alterar sus operaciones para cumplir los objetivos del Acuerdo. La multinacional británico-neerlandesa Royal Dutch Shell (o simplemente Shell) es una de las mayores empresas de petróleo y gas del mundo; su sede se encuentra en los Países Bajos, signataria del Acuerdo. Shell es el noveno contribuyente corporativo más grande a la contaminación global, produciendo alrededor del 1% de las emisiones globales. Mientras se desarrollaba el Acuerdo, Shell evaluó sus negocios para determinar qué podía hacer para abordar las emisiones, pero había declarado en 2014 que creía que los objetivos de París eran inalcanzables y no planeaba cambiar su modelo de negocio más allá del petróleo y el gas. Tras la firma del Acuerdo, Shell emitió una declaración de que abordaría sus emisiones, publicando un plan que pedía reducciones de sus emisiones de dióxido de carbono en un 30% para 2035, en comparación con los niveles de 2016, y en un 65% para 2050.
Varios activistas ambientales catalogaron a esa propuesta como mucho más lento que los requisitos establecidos por el Acuerdo de París. Siete fundaciones ambientales (Milieudefensie, Greenpeace, Fossielvrij, Waddenvereniging, Both ENDS, Jongeren Milieu Actief y ActionAid) y 17.379 demandantes individuales en los Países Bajos presentaron una demanda colectiva contra Shell en abril de 2019, argumentando que Shell podría cambiar su modelo de negocio para invertir más en energía renovable y alcanzar un objetivo de reducción de emisiones del 45% para 2030.  Al no cambiar a este modelo alternativo -argumentaba la demanda- Shell no había respetado el estándar de cuidado no escrito establecido en el Libro 6, Sección 162 del Burgerlijk Wetboek (Código Civil neerlandés), así como en los artículos 2 y 8 de la Convención Europea de Derechos Humanos. Shell declaró en respuesta a la demanda que estaba haciendo su parte para abordar el cambio climático y que «lo que acelerará la transición energética es una política eficaz, inversión en tecnología y cambios en el comportamiento de los clientes. Nada de lo cual se logrará con esta acción judicial. Abordar un desafío tan grande requiere un enfoque colaborativo y global ».

## Juicio
Las audiencias en el tribunal de distrito de La Haya se llevaron a cabo en diciembre de 2020. Según la ley neerlandesa, los demandantes debían demostrar que existía un modelo comercial alternativo viable para que Shell logre el objetivo de reducción del 45% sugerido, y había utilizado la reciente transformación de la empresa danesa Ørsted que pasó de los combustibles fósiles a las energías renovables como un ejemplo viable. Durante el juicio, Shell emitió un compromiso en febrero de 2021 de neutralidad de carbono para 2050. Los demandantes consideraron que la promesa de Shell era inadecuada ya que la empresa no cumpliría con los objetivos del Acuerdo de París.
El tribunal emitió su decisión el 26 de mayo de 2021. En su fallo, el tribunal consideró que la actual política de sostenibilidad de Shell no era lo suficientemente "concreta" y que sus emisiones eran mayores que las de la mayoría de los países. Debido a estos factores, el tribunal ordenó que Shell debe reducir sus emisiones globales en un 45% para 2030 en comparación con los niveles de 2019; los objetivos de reducción incluyen las emisiones de sus proveedores y compradores. El tribunal declaró la orden provisionalmente ejecutable, lo que significa que la orden tiene efecto inmediato, incluso si una de las partes apela el fallo.
El caso fue considerado como un fallo histórico en el derecho ambiental relacionada con el cambio climático: si bien han prevalecido demandas anteriores contra gobiernos por mejorar las emisiones, esta fue considerada la primera demanda importante que obligaba a que una corporación cumpla con los principios del Acuerdo de París. Si bien la decisión solo tiene jurisdicción en los Países Bajos, se espera que establezca un precedente para otras demandas ambientales contra otras grandes empresas con altas emisiones que no han tomado las medidas suficientes para reducir sus emisiones. Los expertos legales consideraron que el impacto de la decisión del tribunal se fortaleció debido a su dependencia de las normas de derechos humanos y las medidas internacionales sobre el cambio climático.
Shell ha declarado que planea apelar el fallo.